# أمارو رودريغز
أمارو رودريغز (بالإسبانية: Amaro Rodríguez Felipe) أو أمارو البغروس (3 مايو، 1678، سان كريستوبال دي لا لاغونا، تينيريفي - 4 أكتوبر 1747، سان كريستوبال دي لا لاغونا، تينيريفي) هو قرصان وتاجر إسباني. كان واحدا من القراصنة الأكثر شهرة في العصر الذهبي للقراصنة.
تأثر في شبابه بأعمال القرصنة في جزر الكناري. كان أمارو محل خشية واعجاب من قبل الكثيرين. وكان ينقل العبيد إلى مزارع قصب السكر في الكاريبي. اكتسب ثروة كبيرة، في الواقع كان أغنى رجل في جزر الكناري وقتها. كانت تربطه علاقة صداقة كبيرة مع ماريا دي ليون وكان يؤدي أعمال خيرية للفقراء.
في 1725، اكتسب امارو البغروس لقب النبيل في مدريد. في 4 أكتوبر 1747، توفي في مسقط رأسه ودفن في كنيسة سانتو دومينغو. امارو اعتبر البغروس بطلا قوميا في إسبانيا لأنه خاض بنجاح ضد أعداء التاج الإسباني. امارو البغروس كان نفس سمعة وشعبية اللحية السوداء وفرنسيس دريك.
في عام 2013، افتتح قبره من قبل العديد من العلماء وجرى التحقيق في عظامه وأجريت إعادة بناء لوجهه.